# Paolo
Paolo ist ein italienischer männlicher Vorname, abgeleitet vom lateinischen Namen Paulus mit der Bedeutung ‚klein‘. Eine weitere, u. a. die deutsche Form des Namens ist Paul; zu Herkunft und Bedeutung des Namens siehe auch dort. Die weibliche Form des Vornamens ist Paola. Entgegen einer weit verbreiteten Fehlannahme liegt die Betonung bei der Aussprache dieser italienischen Namen – ebenso wie bei den deutschen Entsprechungen Paul oder Paula – nicht auf dem zweiten, sondern auf dem ersten Vokal.

## Namensträger

### Vorname

#### A
- Paolo Agostini (≈1583–1629), italienischer Organist und Komponist
- Paulicius (um 700), legendärer erster Doge Venedigs

#### B
- Paolo Bailetti (* 1980), italienischer Radrennfahrer
- Paolo Barilla (* 1961), italienischer Autorennfahrer
- Paolo Barison (1936–1979), italienischer Fußballspieler und -trainer
- Paolo Barzman (* 1957), französisch-US-amerikanischer Regisseur
- Paolo Benedetto Bellinzani (≈1690–1757), italienischer Komponist
- Paolo Bergamo (* 1943), italienischer Fußballschiedsrichter
- Paolo Berlusconi (* 1949), italienischer Unternehmer
- Paolo Bertoli (1908–2001), italienischer Kurienkardinal
- Paolo Beschi (* 1953), italienischer Cellist
- Paolo Bettini (* 1974), italienischer Radrennfahrer
- Pier Paolo Bianchi (* 1952), italienischer Motorradrennfahrer
- Paolo Bianchini (* 1931), italienischer Filmregisseur
- Paolo Boccone (1633–1704), italienischer Arzt und Botaniker
- Paolo Boi (1528–1598), italienischer Schachmeister
- Paolo Bollini (* 1960), san-marinesischer Politiker
- Paolo Bordoni (1942–2022), italienischer Pianist
- Paolo Borsellino (1940–1992), italienischer Richter
- Paolo Boselli (1838–1932), italienischer Politiker
- Paolo Bossoni (* 1976), italienischer Radrennfahrer

#### C
- Paolo Cannavaro (* 1981), italienischer Fußballspieler
- Paolo Carignani (* 1961), italienischer Musiker und Dirigent
- Paolo Cognetti (* 1978), italienischer Schriftsteller
- Paolo Collura (1914–1997), italienischer Geistlicher, Paläograf, Diplomatiker
- Paolo Coloni (* 1969), italienischer Automobilrennfahrer und Motorsportmanager
- Paolo Conte (* 1937), italienischer Musiker, Sänger und Komponist
- Paolo Conte Bonin (* 2002), italienischer Schwimmer
- Paolo Costa (* 1943), italienischer Politiker

#### D
- Paolo Damiani (* 1952), italienischer Jazz-Bassist
- Paolo De Chiesa (* 1956), italienischer Skirennläufer
- Paolo Dezza (1901–1999), italienischer Kardinal
- Paolo Di Canio (* 1968), italienischer Fußballspieler

#### F
- Paolo Farinato (1524–1606), italienischer Maler und Architekt
- Paolo Ferrari (1822–1889), italienischer Lustspieldichter
- Paolo Ferrario (Offizier) (1883–1916), italienischer Ingenieur und Offizier
- Paolo Ferrero (* 1960), italienischer Politiker
- Paolo Finoglia (ca. 1590–1645), italienischer Maler
- Paolo Fornaciari (* 1971), italienischer Radrennfahrer
- Paolo Foscari († 1394), venezianischer Adeliger und Geistlicher
- Paolo Fresu (* 1961), italienischer Jazzmusiker und Komponist

#### G
- Paolo Gabriele (1966–2020), Kammerdiener von Papst Benedikt XVI.
- Paolo Garonna (* 1948), italienischer Wirtschaftswissenschaftler und Wirtschaftsstatistiker
- Paolo Ghiglione (* 1997), italienischer Fußballspieler
- Paolo Giobbe (1880–1972), vatikanischer Diplomat und Kardinal
- Paolo Giovio (1483–1552), italienischer Geschichtsschreiber, Bischof und Arzt
- Paolo Gregoletto (* 1985), US-amerikanischer Musiker
- Paolo Guerrero (* 1984), peruanischer Fußballspieler

#### L
- Paolo Liverani (* 1959), italienischer Klassischer Archäologe
- Paolo Longo (* 1977), italienischer Biathlet

#### M
- Giovanni Paolo Paladin(o) (um 1520 –1566), italienischer Komponist
- Giovanni Paolo Maggini (1580–1632), italienischer Geigenbauer
- Paolo Maldini (* 1968), italienischer Fußballspieler
- Paolo Mantegazza (1831–1910), italienischer Arzt und Anthropologe
- Annunzio Paolo Mantovani (1905–1980), italienischer Orchesterleiter
- Paolo Marella (1895–1984), vatikanischer Diplomat und Kurienkardinal
- Paolo Maurensig (1943–2021), italienischer Schriftsteller
- Paolo Mazza (1901–1981), italienischer Fußballtrainer und Fußballfunktionär
- Paolo Meneguzzi (* 1976), Schweizer Pop-Sänger
- Paolo Montero (* 1971), uruguayischer Fußballspieler

#### N
- Paolo Negro (* 1972), italienischer Fußballspieler
- Paolo Nespoli (* 1957), italienischer Raumfahrer
- Paolo Nestler (1920–2010), italienisch-deutscher Architekt und Designer
- Paolo Nutini (* 1987), schottischer Sänger und Liedermacher

#### O
- Paolo Ongaro (* 1946), italienischer Comiczeichner
- Paolo Orlandoni (* 1972), italienischer Fußballtorwart
- Paolo Orsi (1859–1935), italienischer Prähistoriker und Archäologe

#### P
- Paolo Pandolfo (* 1959), italienischer Gambist
- Paolo Parisi (* 1965), italienischer Künstler und Professor für Kunst
- Paolo Paschetto (1885–1963), italienischer Maler
- Pier Paolo Pasolini (1922–1975), italienischer Filmregisseur und Schriftsteller
- Paolo Pellegrin (* 1964), italienischer Fotograf
- Paolo da Pergola († 1455), italienischer Humanist, Philosoph, Mathematiker und Logiker
- Paolo Petrocelli (* 1984), italienischer Kulturmanager und Opernintendant
- Paolo Pietrangeli (1945–2021), italienischer Regisseur
- Paolo Piffarerio (1924–2015), italienischer Comiczeichner
- Paolo Pileri (1944–2007), italienischer Motorradrennfahrer
- Paolo Gerolamo Piola (1666–1724), italienischer Maler und Freskant
- Paolo Piromalli OP (1592–1667), italienischer Geistlicher, Missionar, Autor und Mediziner
- Paolo Antonio Pisoni (1738–1804), Schweizer Architekt
- Paolo Portoghesi (1931–2023), italienischer Architekt und Historiker

#### Q
- Paolo Quagliati (≈1555–1628), italienischer Komponist und Organist

#### R
- Paolo Rannusio (1532–1600), venezianisch Humanist und Geschichtsschreiber
- Paolo Ravaglia (* 1959), italienischer Klarinettist
- Paolo Renier (1710–1789), vorletzter Doge von Venedig
- Paolo Antonio Rolli (1687–1765), italienischer Dichter und Librettist
- Paolo Romeo (* 1938), Erzbischof von Palermo
- Paolo Rossi (1923–2012), italienischer Philosoph und Wissenschaftshistoriker
- Paolo Rossi (1956–2020), italienischer Fußballspieler
- Paolo Ruffini (1765–1822), italienischer Mathematiker, Mediziner und Philosoph

#### S
- Paolo Salvi (1891–1945), italienischer Turner
- Paolo De Sanctis (1816–1907), italienischer Geistlicher
- Paolo Santonino († 1507), italienischer Jurist
- Paolo Sarpi (1552–1623), italienischer Ordensmann und Historiker
- Paolo Savoldelli (* 1973), italienischer Radrennfahrer
- Paolo Serra (* 1946), italienischer Maler
- Paolo Serrao (1830–1907), italienischer Komponist und Musikpädagoge
- Paolo Soleri (1919–2013), italienischer Architekt
- Paolo Soprani (1844–1918), italienischer Instrumentenbauer
- Paolo Sorrentino (* 1970), italienischer Drehbuchautor und Filmregisseur
- Paolo Spada (1541–1631), italienischer Kaufmann
- Paolo Spafford (* 1984), philippinischer Eishockeytorwart

#### T
- Paolo Taviani (1931–2024), italienischer Filmregisseur
- Paolo Tiralongo (* 1977), italienischer Radrennfahrer
- Paolo Toschi (1788–1854), italienischer Kupferstecher
- Francesco Paolo Tosti (1846–1916), italienischer Sänger, Pianist und Komponist
- Paolo „Paul“ Trimboli (* 1969), australischer Fußballspieler
- Paolo Tura (* 1971), ehemaliger san-marinesischer Bogenschütze

#### U
- Paolo Uccello (1397–1475), italienischer Maler und Mosaikkünstler
- Paolo Urso (* 1940), italienischer Bischof

#### V
- Paolo Valoti (* 1971), italienischer Radrennfahrer
- Paolo Vanini (* 1963), Schweizer Physiker und Mathematiker
- Paolo Vanoli (* 1972), italienischer Fußballspieler und -trainer
- Paolo Veneziano (14. Jh.), italienischer Maler
- Paolo Veronese (1528–1588), italienischer Renaissance-Maler
- Paolo Vidoz (* 1970), italienischer Boxer
- Paolo Villaggio (1932–2017), italienischer Schauspieler und Autor
- Paolo Vivar (* 1977), ehemaliger chilenischer Fußballspieler

#### Z
- Paolo Zanetti (* 1982), italienischer Fußballspieler

### Familienname
- Aleandro Di Paolo (* 1977), italienischer Fußballschiedsrichter
- Connor Paolo (* 1990), US-amerikanischer Filmschauspieler
- Giannicola di Paolo († 1544), italienischer Maler aus Perugia
- Giovanni di Paolo (≈1403–1482), italienischer Maler der Frührenaissance